# Альвік (станція метро)
59°20′00″ пн. ш. 17°58′55″ сх. д. / 59.33343° пн. ш. 17.98205° сх. д.
«Альвік» (швед. Alvik) — станція Зеленої лінії Стокгольмського метрополітену, обслуговується потягами маршрутів Т17, Т18, Т19.
Станція була введена в експлуатацію 26 жовтня 1952 року, коли була відкрита черга Гетор'єт – Веллінгбю. 

Розташована між станціями Стура-моссен і Кристинеберг — за 8 км від станції Слюссен.
Пасажирообіг станції в будень —	20 100 осіб (2019)

## Історія
Станція Альвік розташована на лінії штрассенбану Nockebybanan, що сполучала центр Стокгольма з Нокебю і була відкрита поетапно в 1914 — 1929 рр. Лінія штрассенбану була прокладена окремою смугою вулицями. 
В 1934 році старий міст Транебергсбрун на схід від Альвіка був замінений новим мостом із виокремленими трамвайними коліями. 
В 1944 році було відкрито трамвайну лінію Ängbybanan від Ісландстор'єт до Альвіка, причому трамваї курсували до центру міста тими ж коліями, що й Nockebybanan. «Ängbybanan» був спроектований і побудований за стандартами метрополітену, і без переїздів.

26 жовтня 1952 року відкрито першу північну чергу метро між Гетор'єт і Веллінгбю, включаючи станцію Альвік. 
Ця лінія використовувала як трасу «Ängbybanan» на захід від Альвіка, так і колишні трамвайні колії через Транебергсбрун на схід. 
«Nockebybanan» залишався трамваєм, але переобладнання колій через Транебергсбрун означало, що його траса була усічена в Альвіку і відрізана від решти стокгольмської трамвайної мережі, тому станція Альвік була спроектована для забезпечення кросплатформова пересадка між трамваями «Nockebybanan» і поїздами метро. 

В 2000 році була відкрита пересадка на «Tvärbanan». 
Восени 2013 року через тунель до Ульвсунди було відкрито розширення до Ульвсунди. 

## Конструкція
Станція Альвік має колії на двох рівнях, обидва надземні. 
Вищий рівень має дві острівні платформи, спрямовані зі сходу на захід і обслуговують чотири колії. 
Зовнішня пара колій є наскрізними коліями, якими користуються поїзди метро, тоді як внутрішня пара колій використовується для обслуговування трамваїв Nockebybanan, забезпечуючи тим самим міжплатформову розв’язку між «Nockebybanan» і метро. 
Нижній рівень, який знаходиться на рівні вулиці, має пару берегових платформ, спрямованих з півночі на південь і лише на захід від платформ вищого рівня, якими їздять трамваї Tvärbanan. 

## Колійний розвиток
У західній частині станції складний набір піднятих колій забезпечує відокремлення поїздів метро і трамваїв на обох лініях. 
Метро та «Nockebybanan» також сполучені спільними коліями (електрифікованими як третьою рейкою, так і повітряними лініями) із сусіднім трамвайним депо Броммадепон. 
Потяги метро, що закінчують трафік в Альвіку, використовують реверсивні колії в депо для перемикання між платформами метро у західному і східному напрямку. Вигнутий тунель також сполучає депо з нижніми коліями «Tvärbanan», таким чином дає можливість обміну між двома трамвайними лініями. 

Розташування: на межі між районами Транеберг і Альвік, що є частиною району Бромма на заході міста Стокгольм.

## Операції
| Попередня станція                | Лінія | Лінія     | Лінія | Наступна станція              |
| -------------------------------- | ----- | --------- | ----- | ----------------------------- |
| Стура-моссен до Гессельбю-странд |       | Лінія T17 |       | Кристинеберг до Скарпнек      |
| Кінцева                          |       | Лінія T18 |       | Кристинеберг до Фарста-странд |
| Стура-моссен до Гессельбю-странд |       | Лінія T19 |       | Кристинеберг до Гагсетра      |